# Прают Чан-Оча
Прают Чан-Оча (тай. ประยุทธ์ จันทร์โอชา, нар. 21 березня 1954) — військовий і політичний діяч держави Таїланд, колишній прем'єр-міністр Таїланду.

## Життєпис
Народився 21 березня 1954 року в Таїланді. Навчався у вищих військових закладах Таїланду. З 2010 р. — головнокомандувач збройних сил Таїланду. 22 травня 2014 р. здійснив військовий переворот в своїй країні з метою, як він сказав, встановлення порядку в державі, де з листопада 2013 р. проходили постійні антиурядові демонстрації і виступи. Після цього очолював Вищу раду національного порятунку, а 21 серпня 2014 р. парламент Таїланду — Національна законодавча асамблея обрав його голосами 191 депутата з 197 прем'єр-міністром Таїланду. 24 серпня 2014 р. його затвердив прем'єр-міністром король Пуміпон Адульядет.